# Banchogastra nigra
Banchogastra nigra är en stekelart som beskrevs av William Harris Ashmead 1900. Banchogastra nigra ingår i släktet Banchogastra och familjen brokparasitsteklar. Inga underarter finns listade.